# Mörsdorfer Bach
Der Mörsdorfer Bach gehört zu den Kleinflüssen in Rheinland-Pfalz, die aus dem Hunsrück in Richtung Mosel fließen. Er ist ein etwa 20 Kilometer langer, südöstlicher und rechter Zufluss des  Flaumbachs, der im Rhein-Hunsrück-Kreis und im Landkreis Cochem-Zell verläuft.

## Geographie
Der Mörsdorfer Bach entsteht bei der Burg Balduinseck durch den Zusammenfluss von Wohnrother Bach und des Schumbachs. Er fließt dann rund zehn Kilometer durch ein einsames Tal ohne Straßenanbindung. Beim Kloster Maria Engelport mündet der Mörsdorfer Bach von rechts in den Flaumbach.

## Flora und Fauna
Das Tal ist sehr eng. Mit Eichen und Hainbuchen bewaldete Hänge grenzen direkt an den Bach. Der Mörsdorfer Bach fließt teilweise durch extensiv genutzte Talwiesen. Am Ufer stehen vor allem Weiden und Erlen, die heute kaum noch wirtschaftlich genutzt werden.
Graureiher und Stockenten sind die häufigsten Wasservögel im Bachtal, daneben haben die Wasseramsel und der Eisvogel ihren Lebensraum an dem schnell fließenden Gewässer.
Da die Enge des Tals dafür sorgt, dass auch im Sommer stets eine hohe Luftfeuchtigkeit herrscht, ist das Tal des Mörsdorfer Baches durch eine artenreiche Moosflora gekennzeichnet. So wachsen dichte Moosrasen sowohl auf den Flanken der Schieferfelsen als auch epiphytisch auf Baumstämmen und bis in den Kronenbereich.

## Mühlen
Mehrere Jahrhunderte lang trieb das Wasser des Mörsdorfer Bachs etwa ein halbes Dutzend Mühlen an, die in den letzten einhundert Jahren entweder ganz verschwanden oder zu reinen Wohn- oder Wochenendhäusern umgebaut wurden. Aus der Kehr- oder Steffensmühle wurde bei ihrem Abbruch um 1907/1908 eine wertvolle Anna selbdritt von etwa 1480 geborgen. Sie stammt höchstwahrscheinlich aus dem benachbarten Kloster Maria Engelport, dessen Kunstgegenstände im Rahmen der Säkularisation gestohlen oder versteigert wurden. Drei Gipsabgüsse existieren noch heute, das Original wurde um 1910 verkauft.

## Tourismus

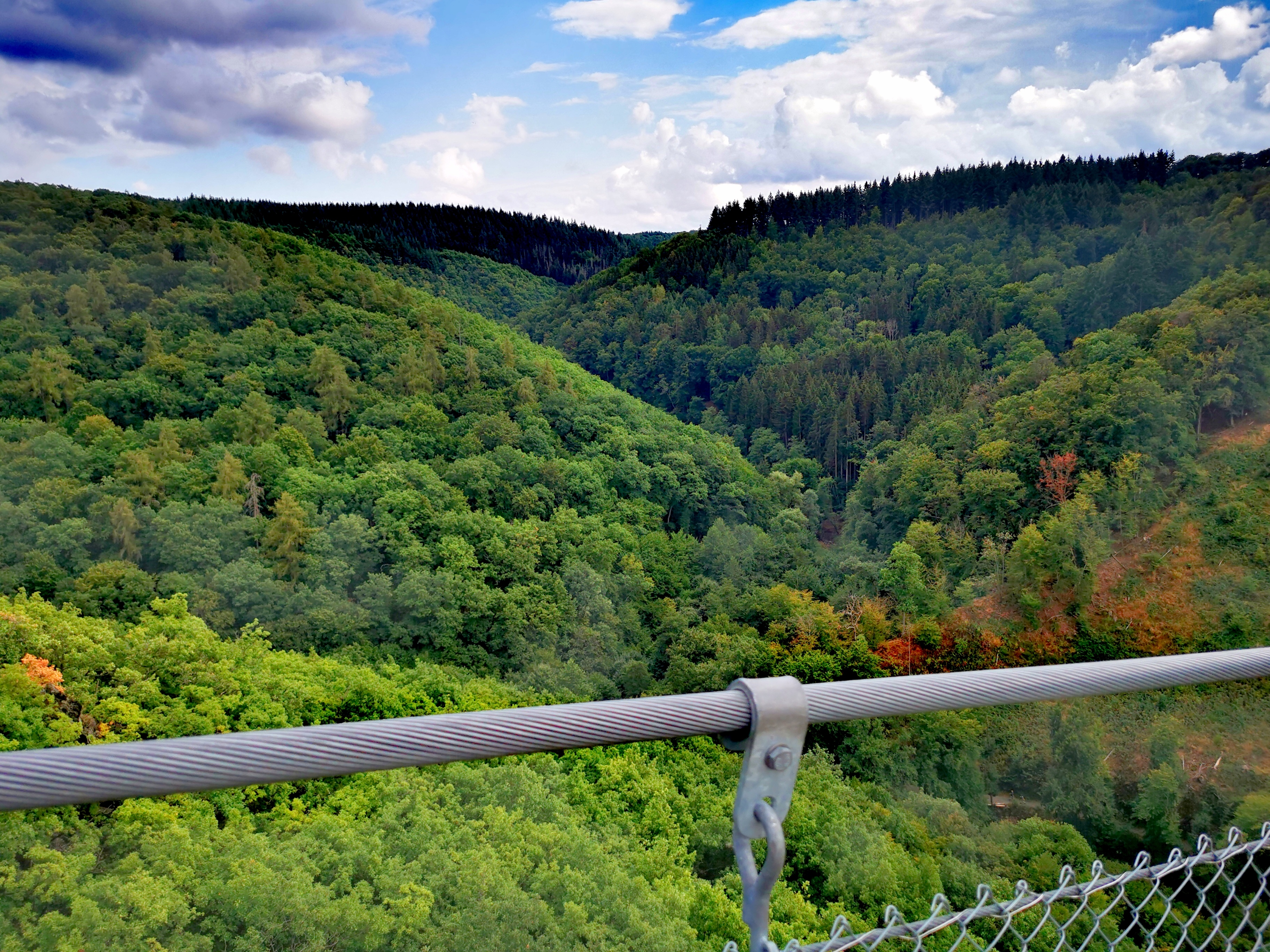
Das Tal des Mörsdorfer Baches von der Geierlay gesehen

Das Mörsdorfer Bachtal ist Bestandteil des Saar-Hunsrück-Steigs (Etappen 19 und 20).
Überquert wird  das Tal bei Mörsdorf von der Tourismusattraktion Geierlay-Hängeseilbrücke, der zweitlängsten Brücke ihrer Art in Deutschland nördlich der Alpen, welche in knapp 100 Metern Höhe den Ort mit Sosberg und eigenen Wanderwegen verbindet.